# Skrotsemestern
Skrotsemestern är en svensk TV-serie i två delar från 1979 i regi av skaparkollektivet Kennet Ahl. Två skådespelare från Ahl-kollektivet, Bodil Mårtensson och Harald Lönnbro, spelade även de två rollerna.

## Handling
Harald och hans mor är på semester i skärgården. Harald går på upptäcktsfärd och går vilse. Till en början längtar han hem, men blir efterhand allt mer till freds på ön.

## Om serien
Skrotsemestern producerades för Sveriges Television med Göran Nilsson som fotograf. Den visades i två avsnitt på TV2 den 4 och 11 mars 1979. Den repriserades i februari 1984 i samma kanal.